# Nationaal Monument MH17

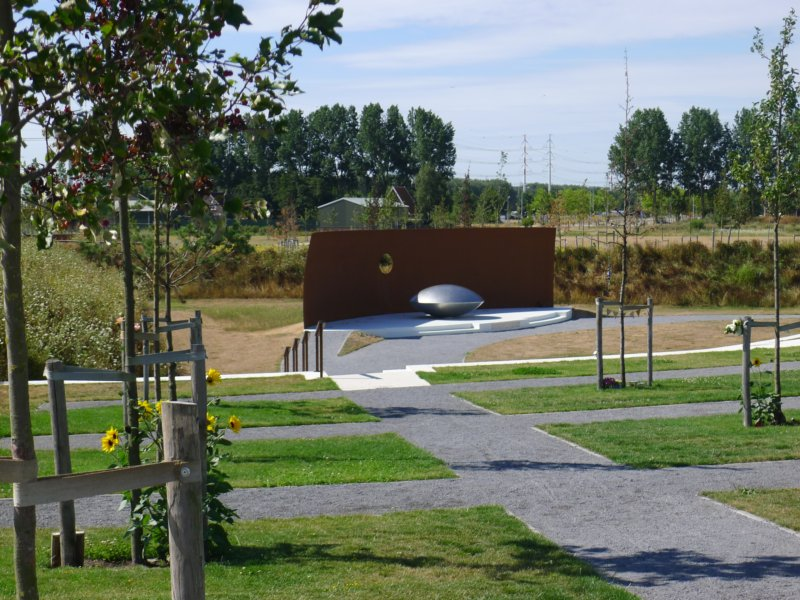
Nationaal Monument MH17

Das Nationaal Monument MH17 ist eine Gedenkstätte in Vijfhuizen in Gemeinde Haarlemmermeer in Nordholland für den Flug MH17 der Malaysia Airlines, der am 17. Juli 2014 über der Ostukraine abgeschossen wurde. Da der Flug von Schiphol ausging und mit KLM-Codesharing angeboten wurde, waren die Mehrheit der Opfer Niederländer.
Auf der Gedenkstätte wurden für die 298 Getöteten ebenso viele Bäume (Eschen, Apfelbäume und Linden)  gepflanzt, teilweise von den Hinterbliebenen selbst. Die Bäume sind in der Form einer grünen Schleife angeordnet. Diese soll laut der Vereinigung der Opferfamilien Hoffnung und Zukunft symbolisieren. An jedem Baum ist ein Namensschild eines Getöteten angebracht. Der Weg durch den „Erinnerungswald“ führt zu einer mittig angelegten hellen Lichtung mit einem Amphitheater unter dem eigentlichen Denkmal – einer Edelstahl-Ellipse mit den Namen aller Opfer. Diese ist wie ein Auge auf eine 16 Meter breite und vier Meter hohe Wand aus rostigem Stahl gerichtet, die über der Stahlskulptur ein kreisrundes Loch aufweist. Das Mahnmal wurde vom Bildhauer Ronald Westerhuis geschaffen.
Die Gedenkstätte wurde am 17. Juli 2017, dem dritten Jahrestag des Abschusses, eingeweiht. An der Einweihung nahmen über 2000 Angehörige, das niederländische Königspaar Willem-Alexander und Máxima sowie Mitglieder der Regierung teil. Bis Herbst 2018 starb aus ungeklärter Ursache mindestens ein Viertel der Bäume ab.

## Die Getöteten von Flug MH17
| Nationalitäten der Bedachten       | Nationalitäten der Bedachten |
| Staatsangehörigkeit                | Anzahl                       |
| ---------------------------------- | ---------------------------- |
| Niederlande                        | 192                          |
| Malaysia                           | 43                           |
| Australien                         | 27                           |
| Indonesien                         | 12                           |
| Vereinigtes Königreich             | 9                            |
| Belgien                            | 4                            |
| Deutschland                        | 4                            |
| Philippinen                        | 3                            |
| Kanada                             | 1                            |
| Neuseeland                         | 1                            |
| Vereinigtes Königreich + Südafrika | 1                            |
| Niederlande + Vereinigte Staaten   | 1                            |
| 1.                                 |                              |

An Bord waren 298 Menschen: 283 Passagiere und 15 malaysische Besatzungsmitglieder.
Unter den Passagieren befanden sich der AIDS-Forscher Joep Lange, der Parlamentsabgeordnete Willem Witteveen, der australische Schriftsteller Liam Davison sowie die malaysische Schauspielerin Shuba Jaya.